# 什勒斯維希-霍爾斯坦-戈托普的克莉絲汀
什勒斯維希-霍爾斯坦-戈托普的克莉絲汀（德語：Christine von Schleswig-Holstein-Gottorp，1573年4月13日—1625年12月8日），瑞典王后，1604年至1611年在位。

## 家庭
1592年，克莉絲汀與瑞典國王約翰三世的弟弟、日後的卡爾九世結婚，兩人共有2子1女：
1. 古斯塔夫·阿道夫（1594年—1632年），瑞典國王
2. 瑪麗亞·伊莉莎白（英语：Princess Maria Elizabeth of Sweden）（1596年—1618年），東約特蘭公爵夫人
3. 卡爾·菲利普（1601年—1622年），南曼蘭公爵